# Karan (Mali)
Pour les articles homonymes, voir Karan.
Karan est une commune urbaine du Mali, dans le cercle de Kangaba dans la région de Koulikoro.

## Politique
| Année | Maire élu           | Parti politique |
| ----- | ------------------- | --------------- |
| 2004  | Noumory Traoré      | Adéma           |
| 2009  | Djibril Naman Keïta |                 |